# Marco Di Gioia
Marco Di Gioia, pseudonimo di Marco Petrosino (Gioia Tauro, 29 ottobre 1977), è un conduttore televisivo, conduttore radiofonico, scrittore e attore italiano.

## Etimologia
Il soprannome "Di Gioia" di Marco Petrosino deriva dal fatto che è nato a Gioia Tauro, in Calabria.

## Biografia
Marco DiGioia nasce a Gioia Tauro, in provincia di Reggio Calabria il 29 ottobre 1977. All'età di sette anni si trasferisce a Varese, dove a ventiquattro anni si Laurea in Economia Internazionale discutendo la tesi intitolata: ”Strategia e Politica aziendale di una radio privata.”
Durante le scuole superiori di Ragioneria lavora come dj in discoteca e contemporaneamente inizia a trasmettere in radio.

## Televisione
Dal 2004 al 2005 presenta Alice Live programma di intrattenimento per la televisione di Telecom Italia. Dal 2003 al 2006 presenta It Generation, programma dedicato ai teenager in onda ogni giorno sul canale 620 di Sky Italia Italia Teen Television prodotto da Mediaset. Per lo stesso programma realizza un centinaio di video servizi sulla musica, cultura e tendenze del momento, intervistando tra gli altri: Enzo Iacchetti, Geppi Cucciari, Gigi D'Alessio, Velvet, Paola & Chiara e i maggiori speakers della radiofonia privata italiana, come tra gli altri: Albertino, Angelo Baiguini, Marco Mazzoli. Nel 2005 partecipa a piccole rubriche all'interno del programma "Total Request Live" di MTV. Nello stesso anno presenta gli Afterhours in Musica in Campo 2005, a Valsolda (Como). Dal 2007 al 2008 torna a scrivere e condurre Alice Live, intervistando fra gli altri Enzo Jannacci, Cochi e Renato e i Kalafro. Nel 2010 conduce "Aspettando mezzanotte" una produzione della Radiotelevisione svizzera (RSI). Nel 2008 inizia a presentare su RSI LA 1 il popolare quiz show quotidiano Zerovero, programma che ha condotto fino a luglio 2018. Tra il 2019 e il 2020 conduce "Prova a Chiedermelo", programma condotto giornalmente alle 19:45 su RSI-LA1. Dal 2021 conduce "Solo1Lettera" su RSI LA 1 sempre alle 19:45.

## Radio
Il 1994 è l'anno del suo esordio al microfono, le frequenze erano quelle di Radio Onda Blu di Varese. Nel 1999 trasmette per Radio Delta International a Milano. Nel 2000 lavora per Radio Missione Francescana a Varese. Dal 2002 al 2004 conduce e scrive "Anni '00", programma giornaliero radiofonico trasmesso da Radio Studio Vivo con Luca Tonga. Nel 2006 conduce Voices su RTL 102.5 radiotelevision. Dal 2008 al 2010 presenta i collegamenti esterni estivi nella fascia pomeridiana di Rete Uno, in Svizzera. Dal 2011, sempre su Rete Uno, scrive e conduce con Loriana Sertoni “Fatti in casa”. Dal 2012 è lo speaker ufficiale di Radio Rolling Stone, radio ufficiale di Rolling Stone Magazine. Sempre dal 2012 al 2013 scrive e conduce con Rosy Nervi il programma Cromosomico, trasmesso dalla radio svizzera Rete Tre. Dal 2013 al 2017 il venerdì sera conduce Alphacentauri, ancora su Rete Tre. Dal 2018 al 2020 conduce Prima che sia troppo tardi su Rete Uno. Dal 2022 al 2023 ritorna in radio su Rete Uno con “Ciao a tutti”, il sabato pomeriggio. Dal 2024 conduce "Un'ora DiGioia" in onda su Rete Tre.

## Cinema
- Un Natale al Sud, regia di Federico Marsicano (2016)
- Il Cristo di Gamala, regia di Luciano Silinghini (2016)
- Frontaliers Disaster, regia di Alberto Meroni. (2018)
- Bob & Marys - Criminali a domicilio, regia di Francesco Prisco (2018)
- Aspromonte - La terra degli ultimi, regia di Mimmo Calopresti (2019)

## Fiction
- Sacrificio d'amore, Canale 5

## Produzioni discografiche
Nel 2003 realizza il remix dance de "L'Astronauta" di Federico Stragà, con Stefano Lucato e Maurino Belgeri di Radio DeeJay, e il remix dance di “Cigno Macigno” sempre di Federico Stragà. "L'Astronauta" con la versione remixata raggiunge il 2º posto della TOP 10 dei singoli italiani più venduti. Nello stesso anno partecipa alla realizzazione del remix de Messaggi confusi di Simone Patrizi, riarrangiato da Stefano Lucato. Tra il 2007 e il 2008 compone e produce la colonna sonora e la regia musicale di “Ch@t”, radio sceneggiato in onda su Rai Radio 2 con Kabir Bedi.

## Libri e sceneggiati
Il 6 maggio del 2006 presenta al Salone internazionale del libro di Torino "Le mie Rane" (Edizione Periferia, 2007). Nel 2008 scrive con Roberto Cavosi e Edoardo Rossi la sceneggiatura di "Ch@t", radio sceneggiato in onda su Rai Radio 2. 
Il 6 dicembre 2013 al "Teatro Zanotti Bianco" di Reggio Calabria, dà inizio al tour di presentazione italo-svizzero, del suo secondo romanzo "Apri gli occhi" (Falco Editore). 
Nel 2022 scrive e dirige la prima stagione della serie radiofonica "TAXI!" in onda su RSI Rete Uno.
Nel 2024 scrive e dirige la seconda stagione della serie radiofonica "TAXI!" in onda su RSI Rete Uno.

## Premi e nomination
Nel 2007 vince il concorso come migliore sceneggiatura, assieme a Roberto Cavosi e Edoardo Rossi, con la fiction “Ch@t” in onda su Rai Radio 2. "Le mie Rane", invece, diventa finalista al premio letterario “Il Ramuscello d'Ulivo 2007.”